# Люблинский, Мартин Антонин
Мартин Антонин Люблинский (чеш. Antonín Martin Lublinský, лат. Antoníus Lublinsky; 1636, Лесница, Силезия, Габсбургская монархия — 24 декабря 1690, Оломоуц, Королевство Богемия) — богемско-моравский художник, католический священник, рисовальщик, иллюстратор, философ. Считается основателем моравской барочной живописи.

## Биография

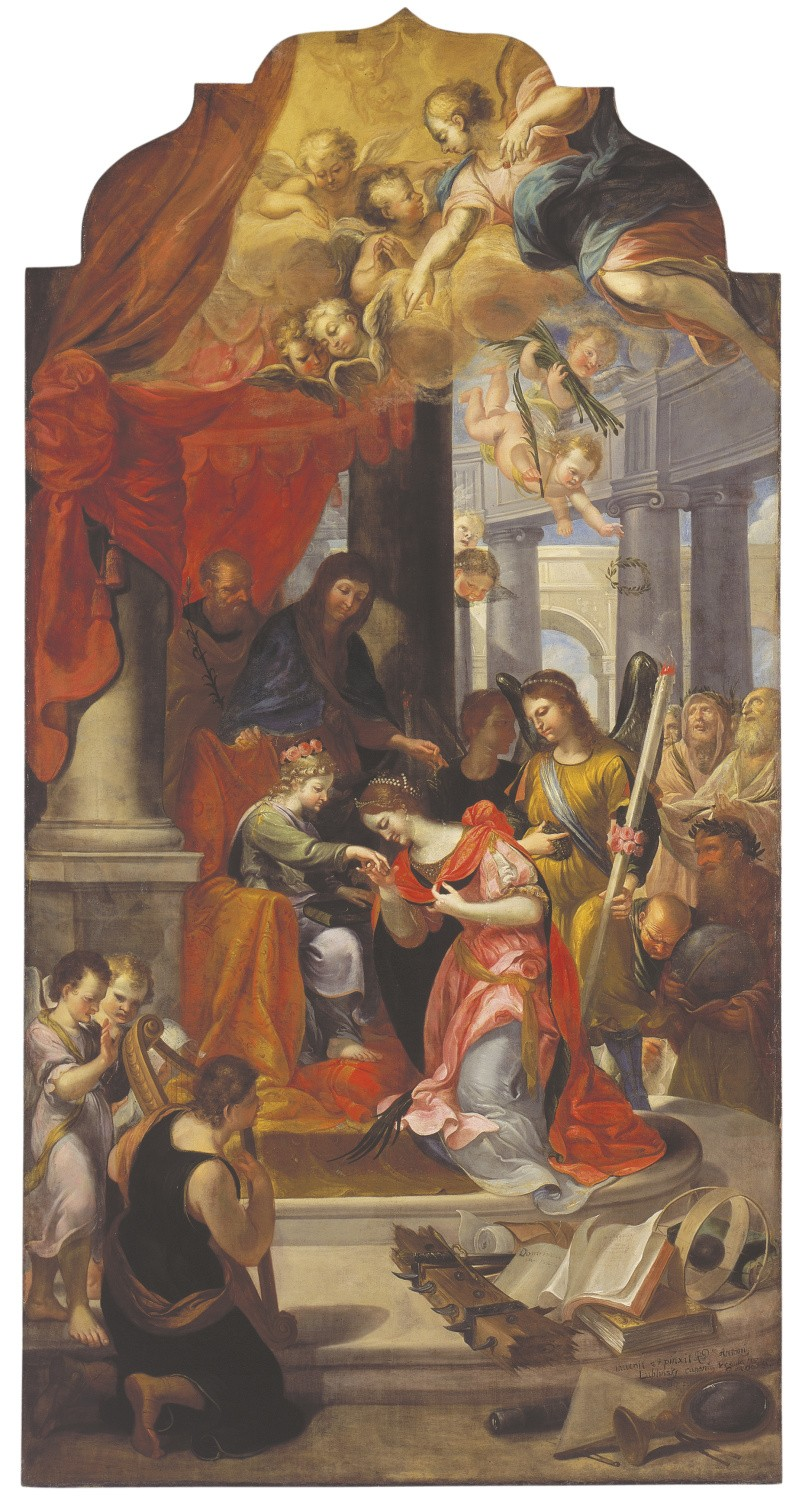
Мистическое обручение св. Екатерины Александрийской, 1675 г.

Чешского происхождения. С 1656 года обучался в иезуитском колледже в Оломоуце (ныне Университет Палацкого), получил степень магистра богословия, философии и канонического права. В 1664 году вступил в монашеский орден августинцев в Оломоуце. Был настоятелем монастыря августинцев в этом городе. Долгое время время служил Архипресвитером кафедрального собора. Был советником по искусству у епископа Лихтенштейна-Кастелькорна.
Главным художественным достижением М. Люблинского было использование полихромии в недавно построенном храме в Оломоуце. Любимой темой Люблинского была Святая Екатерина Александрийская, которая считается покровительницей образования.
Свои картины Люблинский заполнял символическими значениями. Здесь также можно найти ряд символов: книги, сочинения и глобус как атрибуты святой покровительницы образования, часть мучительного колеса, в котором она была связана, но которое сломалось благодаря Божьей помощи, красную одежду как символ её страданий или ровозые венки, символизирующие пролитую кровь мученицы.
Его работы включают картины в алтарях храмов в нескольких городах и сёлах Богемии и Моравии. Он также написал картину «Богоматерь с младенцем», сохранившуюся до наших дней, для церкви в его родном городе Леснице. Он также был автором многочисленных гравюр, некоторые из которых сейчас хранятся в библиотеке в Оломоуце (бывшая библиотека иезуитов).

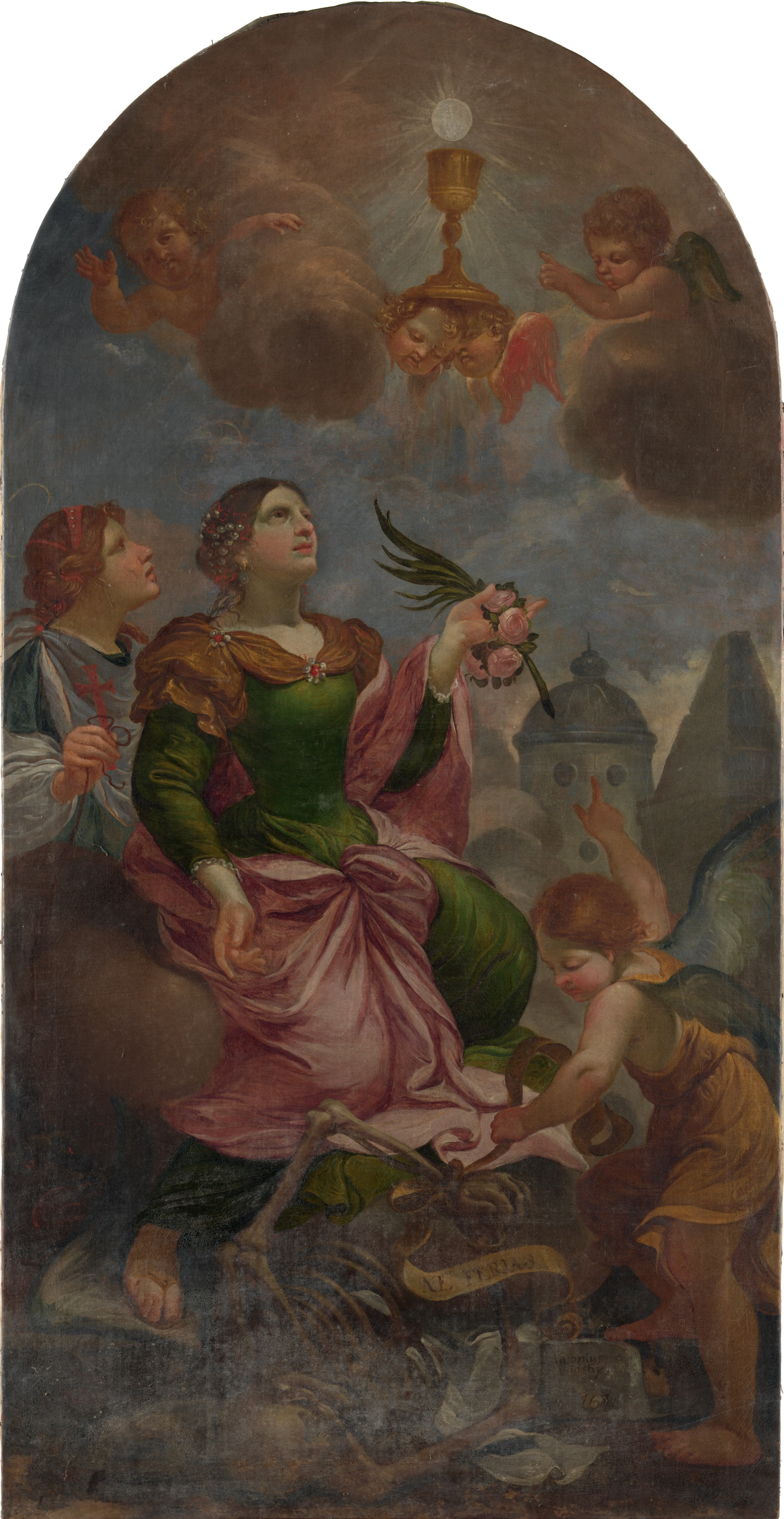
Св. Варвара и св. Маргарет - защитница от чумы, 1679
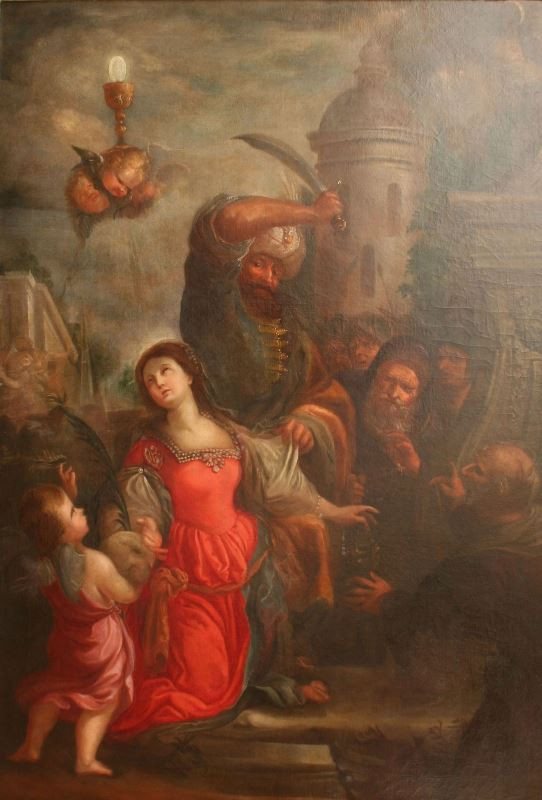
Усекновение главы св. Варвары, около 1630
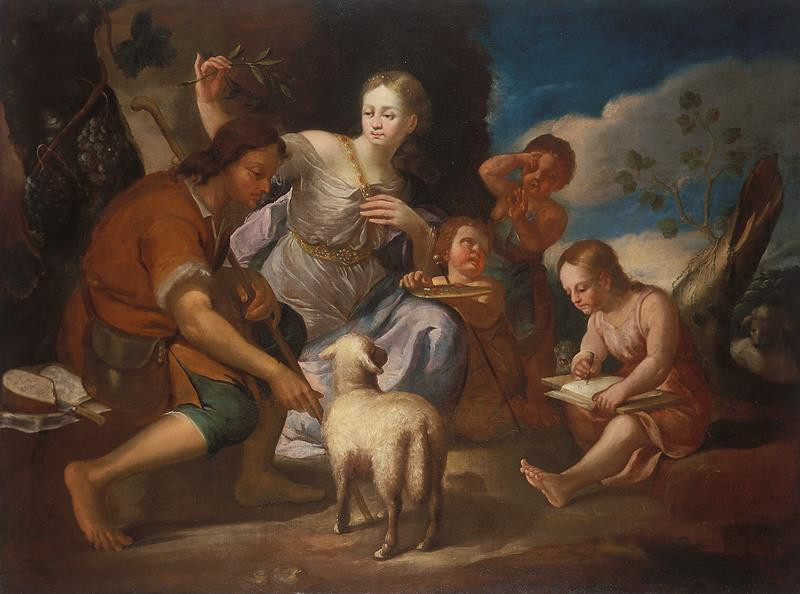
Аллегория живописи, 1679?